# PT Serif
PT Serif is een opensource-lettertype met schreef dat is uitgegeven door ParaType. Het werd ontworpen door Alexandra Korolkova, in samenwerking met Olga Oempeleva en Vladimir Jefimov.
Het lettertype is gelicenseerd onder een ParaType-licentie, die het mogelijk maakt PT Serif te gebruiken, kopiëren, veranderen en zowel veranderd als onveranderd te verspreiden.
PT Serif bestaat uit twee varianten:
- normaal (normaal, cursief, vet en vet-cursief)
- caption [een bredere versie] (normaal en vet)

PT Serif en het schreefloze partner-lettertype PT Sans maken deel uit van een project om Russen de mogelijkheid te bieden om in alle talen van de Russische Federatie met kwalitatief hoogstaande lettertypen te werken. Wel bevatten PT Serif en PT Sans naast het cyrillische alfabet ook de Latijnse tekens. Aan de ontwikkeling van deze lettertypen is financieel bijgedragen door het Russisch Federaal Agentschap voor Pers en Massacommunicatie.